# 부평풍물대축제
부평풍물대축제는 인천광역시 부평구 부평역 및 부평대로 일원에서 열리는 지역축제이다. 부평구청이 주최하고 인천광역시의 후원으로 열리고 있으며 매년 가을마다 열린다. 

## 소개
1997년 부평구 일대에서 열렸으며 인천시의 풍물단을 비롯하여 전국 각지에서 온 풍물단과 풍물놀이 공연단을 중심으로 농악놀이와 민속놀이, 풍물놀이 등을 주제로 열리고 있다. 시민과 함께하는 축제를 토대로 매년 가을마다 부평역 및 부평대로 일원에서 열리며 신명나는 우리 가락과 풍물놀이를 통해서 흥겨움과 즐거움 그리고 한국의 전통문화를 즐길 수 있다. 

## 공연 내용
- 풍물놀이
- 농악놀이
- 풍물놀이 체험
- 전통 국악기 체험